# NGC 5527
NGC 5527 (również PGC 50868) – galaktyka spiralna (Sbc), znajdująca się w gwiazdozbiorze Wolarza.
Prawdopodobnie odkrył ją 19 kwietnia 1855 roku R.J. Mitchell – asystent Williama Parsonsa, jednak nie podał dokładnej pozycji obiektu, dlatego istnieją wątpliwości co do tego, który z okolicznych obiektów (gwiazd lub galaktyk) wtedy zaobserwował. Wiele źródeł, np. baza SIMBAD, jako NGC 5527 identyfikuje słabo widoczną galaktykę PGC 50925 znajdującą się w pobliżu NGC 5529, natomiast opisanej tu galaktyce przypisuje oznaczenie NGC 5524.